# Eurithia incongruens
Eurithia incongruens är en tvåvingeart som beskrevs av Herting 1975. Eurithia incongruens ingår i släktet Eurithia och familjen parasitflugor. Inga underarter finns listade i Catalogue of Life.